# Hrvatski nogometni kup 1995-1996
La Hrvatski nogometni kup 1995./96. (coppa croata di calcio 1995-96) fu la quinta edizione della coppa nazionale croata, fu organizzata dalla Federazione calcistica della Croazia e fu disputata dal agosto 1995 al maggio 1996.
Il detentore era l'Hajduk Spalato, che in questa edizione uscì agli ottavi di finale.
Il trofeo fu vinto dal Croazia Zagabria, al suo secondo titolo nella competizione, il nono contando anche i sette della Coppa di Jugoslavia. Avendo vinto anche il campionato, il Croazia realizzò il suo primo double (doppia corona, "dvostruka kruna" in croato, "dupla kruna" in serbo).
La finalista sconfitta, Varteks Varaždin, ottenne l'accesso alla Coppa delle Coppe 1996-1997.

## Partecipanti
Le 16 squadre della 1. HNL 1994-1995 sono ammesse di diritto. Gli altri 16 posti sono stati assegnati attraverso qualificazioni.
| Ammesse di diritto | Passate attraverso le qualificazioni    | Passate attraverso le qualificazioni | Passate attraverso le qualificazioni | Passate attraverso le qualificazioni |         |
| Ammesse di diritto | Regione                                 | Squadre                              | Squadre                              | Squadre                              | Squadre |
| --- | --------------------------------------- | ------------------------------------ | ------------------------------------ | ------------------------------------ | ------- |
| - Belišće - Cibalia - Croazia Zagabria - Hajduk Spalato - Inker Zaprešić - Istria - Marsonia - Neretva Metković - Osijek - Primorac Stobreč - Rijeka - Sebenico - Segesta - Varteks Varaždin - Zara - NK Zagabria | Regione di Zagabria                     | PIK Vrbovec                          | Napredak Velika Mlaka                |                                      |         |
| - Belišće - Cibalia - Croazia Zagabria - Hajduk Spalato - Inker Zaprešić - Istria - Marsonia - Neretva Metković - Osijek - Primorac Stobreč - Rijeka - Sebenico - Segesta - Varteks Varaždin - Zara - NK Zagabria | Regione di Krapina e dello Zagorje      |                                      |                                      |                                      |         |
| - Belišće - Cibalia - Croazia Zagabria - Hajduk Spalato - Inker Zaprešić - Istria - Marsonia - Neretva Metković - Osijek - Primorac Stobreč - Rijeka - Sebenico - Segesta - Varteks Varaždin - Zara - NK Zagabria | Regione di Sisak e della Moslavina      |                                      |                                      |                                      |         |
| - Belišće - Cibalia - Croazia Zagabria - Hajduk Spalato - Inker Zaprešić - Istria - Marsonia - Neretva Metković - Osijek - Primorac Stobreč - Rijeka - Sebenico - Segesta - Varteks Varaždin - Zara - NK Zagabria | Regione di Karlovac                     | Karlovac                             |                                      |                                      |         |
| - Belišće - Cibalia - Croazia Zagabria - Hajduk Spalato - Inker Zaprešić - Istria - Marsonia - Neretva Metković - Osijek - Primorac Stobreč - Rijeka - Sebenico - Segesta - Varteks Varaždin - Zara - NK Zagabria | Regione di Varaždin                     | Sračinec                             |                                      |                                      |         |
| - Belišće - Cibalia - Croazia Zagabria - Hajduk Spalato - Inker Zaprešić - Istria - Marsonia - Neretva Metković - Osijek - Primorac Stobreč - Rijeka - Sebenico - Segesta - Varteks Varaždin - Zara - NK Zagabria | Regione di Koprivnica e Križevci        | Slaven Belupo                        |                                      |                                      |         |
| - Belišće - Cibalia - Croazia Zagabria - Hajduk Spalato - Inker Zaprešić - Istria - Marsonia - Neretva Metković - Osijek - Primorac Stobreč - Rijeka - Sebenico - Segesta - Varteks Varaždin - Zara - NK Zagabria | Regione di Bjelovar e della Bilogora    | Bjelovar                             |                                      |                                      |         |
| - Belišće - Cibalia - Croazia Zagabria - Hajduk Spalato - Inker Zaprešić - Istria - Marsonia - Neretva Metković - Osijek - Primorac Stobreč - Rijeka - Sebenico - Segesta - Varteks Varaždin - Zara - NK Zagabria | Regione litoraneo-montana               | Pomorac                              |                                      |                                      |         |
| - Belišće - Cibalia - Croazia Zagabria - Hajduk Spalato - Inker Zaprešić - Istria - Marsonia - Neretva Metković - Osijek - Primorac Stobreč - Rijeka - Sebenico - Segesta - Varteks Varaždin - Zara - NK Zagabria | Regione della Lika e di Segna           | Nehaj Senj                           |                                      |                                      |         |
| - Belišće - Cibalia - Croazia Zagabria - Hajduk Spalato - Inker Zaprešić - Istria - Marsonia - Neretva Metković - Osijek - Primorac Stobreč - Rijeka - Sebenico - Segesta - Varteks Varaždin - Zara - NK Zagabria | Regione di Virovitica e della Podravina |                                      |                                      |                                      |         |
| - Belišće - Cibalia - Croazia Zagabria - Hajduk Spalato - Inker Zaprešić - Istria - Marsonia - Neretva Metković - Osijek - Primorac Stobreč - Rijeka - Sebenico - Segesta - Varteks Varaždin - Zara - NK Zagabria | Regione di Požega e della Slavonia      |                                      |                                      |                                      |         |
| - Belišće - Cibalia - Croazia Zagabria - Hajduk Spalato - Inker Zaprešić - Istria - Marsonia - Neretva Metković - Osijek - Primorac Stobreč - Rijeka - Sebenico - Segesta - Varteks Varaždin - Zara - NK Zagabria | Regione di Brod e della Posavina        |                                      |                                      |                                      |         |
| - Belišće - Cibalia - Croazia Zagabria - Hajduk Spalato - Inker Zaprešić - Istria - Marsonia - Neretva Metković - Osijek - Primorac Stobreč - Rijeka - Sebenico - Segesta - Varteks Varaždin - Zara - NK Zagabria | Regione zaratina                        | Raštane                              |                                      |                                      |         |
| - Belišće - Cibalia - Croazia Zagabria - Hajduk Spalato - Inker Zaprešić - Istria - Marsonia - Neretva Metković - Osijek - Primorac Stobreč - Rijeka - Sebenico - Segesta - Varteks Varaždin - Zara - NK Zagabria | Regione di Osijek e della Baranja       | NK Đakovo                            | Croatia Đakovo                       | Jedinstvo Donji Miholjac             |         |
| - Belišće - Cibalia - Croazia Zagabria - Hajduk Spalato - Inker Zaprešić - Istria - Marsonia - Neretva Metković - Osijek - Primorac Stobreč - Rijeka - Sebenico - Segesta - Varteks Varaždin - Zara - NK Zagabria | Regione di Sebenico e Tenin             |                                      |                                      |                                      |         |
| - Belišće - Cibalia - Croazia Zagabria - Hajduk Spalato - Inker Zaprešić - Istria - Marsonia - Neretva Metković - Osijek - Primorac Stobreč - Rijeka - Sebenico - Segesta - Varteks Varaždin - Zara - NK Zagabria | Regione di Vukovar e della Sirmia       | Graničar Županja                     |                                      |                                      |         |
| - Belišće - Cibalia - Croazia Zagabria - Hajduk Spalato - Inker Zaprešić - Istria - Marsonia - Neretva Metković - Osijek - Primorac Stobreč - Rijeka - Sebenico - Segesta - Varteks Varaždin - Zara - NK Zagabria | Regione spalatino-dalmata               |                                      |                                      |                                      |         |
| - Belišće - Cibalia - Croazia Zagabria - Hajduk Spalato - Inker Zaprešić - Istria - Marsonia - Neretva Metković - Osijek - Primorac Stobreč - Rijeka - Sebenico - Segesta - Varteks Varaždin - Zara - NK Zagabria | Regione istriana                        | Rovigno                              |                                      |                                      |         |
| - Belišće - Cibalia - Croazia Zagabria - Hajduk Spalato - Inker Zaprešić - Istria - Marsonia - Neretva Metković - Osijek - Primorac Stobreč - Rijeka - Sebenico - Segesta - Varteks Varaždin - Zara - NK Zagabria | Regione raguseo-narentana               |                                      |                                      |                                      |         |
| - Belišće - Cibalia - Croazia Zagabria - Hajduk Spalato - Inker Zaprešić - Istria - Marsonia - Neretva Metković - Osijek - Primorac Stobreč - Rijeka - Sebenico - Segesta - Varteks Varaždin - Zara - NK Zagabria | Regione del Međimurje                   | Čakovec                              |                                      |                                      |         |
| - Belišće - Cibalia - Croazia Zagabria - Hajduk Spalato - Inker Zaprešić - Istria - Marsonia - Neretva Metković - Osijek - Primorac Stobreč - Rijeka - Sebenico - Segesta - Varteks Varaždin - Zara - NK Zagabria | Città di Zagabria                       | Hrvatski Dragovoljac                 |                                      |                                      |         |

### Riepilogo
| 1ª Divisione 1.HNL 'A' | 2ª Divisione 1.HNL 'B'                                                            | 3ª Divisione 2.HNL | Divisioni inferiori                               |
| --- | --------------------------------------------------------------------------------- | --- | ------------------------------------------------- |
| Cibalia Croazia Zagabria Hajduk Spalato Inker Zaprešić Istria Marsonia Osijek Rijeka Segesta Sebenico Varteks Varaždin NK Zagabria | Belišće Dubrovnik Hrvatski Dragovoljac Neretva Metković Zara                      | Bjelovar Čakovec Croatia Đakovo NK Đakovo Graničar Županja Jedinstvo Donji Miholjac Karlovac Raštane Rovigno Slaven Belupo PIK Vrbovec | Sračinec Nehaj Senj Napredak Velika Mlaka Pomorac |
| non ammesse: |                                                                                   | |                                                   |
| - | Mladost 127 Suhopolje Orijent Rijeka Primorac Stobreč Slavonija Požega Uskok Klis | le altre 39 squadre | tutte le altre squadre                            |

### Calendario
| Turno      | Date                                      | Incontri | Squadre | Entrate |
| ---------- | ----------------------------------------- | -------- | ------- | ------- |
| Sedicesimi | 15 e 16 agosto 1995 3 e 6 settembre 1995  | 32       | 32 → 16 | 32      |
| Ottavi     | 10 e 11 ottobre 1995 24 e 25 ottobre 1995 | 16       | 16 → 8  | Nessuna |
| Quarti     | 6 marzo 1996 20 e 27 marzo 1996           | 8        | 8 → 4   | Nessuna |
| Semifinali | 3 aprile 1996 17 aprile 1996              | 4        | 4 → 2   | Nessuna |
| Finale     | 1º maggio 1996 16 maggio 1996             | 2        | 2 → 1   | Nessuna |

## Sedicesimi di finale
La partita Croazia Zagabria–Sračinec è stata disputata al ŠRC Podgora di Krapina, presso la filiale capitolina dello Zagorje.
| Squadra 1             | Totale          | Squadra 2                | Andata     | Ritorno    |
| --------------------- | --------------- | ------------------------ | ---------- | ---------- |
|                       |                 |                          | 16.08.1995 | 06.09.1995 |
| Sračinec              | 1 – 21          | Croazia Zagabria         | 0 – 11     | 1 – 10     |
| Pomorac               | 1 – 3           | Hajduk Spalato           | 0 – 2      | 1 – 1      |
| PIK Vrbovec           | 0 – 10          | Inker Zaprešić           | 0 – 3      | 0 – 7      |
| Varteks Varaždin      | 9 – 0           | Jedinstvo Donji Miholjac | 5 – 0      | 4 – 0      |
| Hrvatski Dragovoljac  | 2 – 3           | Zara                     | 2 – 0      | 0 – 3      |
| Rovigno               | 0 – 12          | Belišće                  | 0 – 5      | 0 – 7      |
| Marsonia              | 4 – 0           | Istria                   | 3 – 0      | 1 – 0      |
| Neretva Metković      | 4 – 3           | Bjelovar                 | 4 – 1      | 0 – 2      |
| Slaven Belupo         | 1 – 1 (5-3 dtr) | Croatia Đakovo           | 1 – 0      | 0 – 1      |
| Čakovec               | 3 – 3 (gfc)     | Cibalia                  | 3 – 1      | 0 – 2      |
| Sebenico              | 8 – 1           | Graničar Županja         | 6 – 1      | 2 – 0      |
| Nehaj Senj            | 2 – 8           | Rijeka                   | 1 – 5      | 1 – 3      |
| Raštane               | 1 – 10          | Osijek                   | 1 – 7      | 0 – 3      |
| NK Đakovo             | 2 – 8           | Dubrovnik                | 2 – 3      | 0 – 5      |
| Napredak Velika Mlaka | 0 – 14          | NK Zagabria              | 0 – 5      | 0 – 9      |
| Segesta               | 9 – 0           | Karlovac                 | 2 – 0      | 7 – 0      |

## Ottavi di finale
| Squadra 1        | Totale          | Squadra 2        | Andata     | Ritorno    |
| ---------------- | --------------- | ---------------- | ---------- | ---------- |
|                  |                 |                  | 11.10.1995 | 25.10.1995 |
| Belišće          | 3 – 8           | Croazia Zagabria | 2 – 2      | 1 – 6      |
| Marsonia         | 4 – 2 (4-2 dtr) | Hajduk Spalato   | 1 – 0      | 0 – 1      |
| Neretva Metković | 3 – 4           | Inker Zaprešić   | 1 – 1      | 2 – 3      |
| Slaven Belupo    | 1 – 2           | Rijeka           | 1 – 1      | 0 – 1      |
| Cibalia          | 1 – 4           | Osijek           | 1 – 0      | 0 – 4      |
| Sebenico         | 1 – 5           | Varteks Varaždin | 1 – 1      | 0 – 4      |
| Segesta          | 3 – 4           | NK Zagabria      | 2 – 0      | 1 – 4      |
| Dubrovnik        | 1 – 4           | Zara             | 1 – 2      | 0 – 2      |

## Quarti di finale
| Squadra 1        | Totale | Squadra 2        | Andata     | Ritorno    |
| ---------------- | ------ | ---------------- | ---------- | ---------- |
|                  |        |                  | 06.03.1996 | 20.03.1996 |
| Marsonia         | 0 – 10 | Croazia Zagabria | 0 – 5      | 0 – 5      |
| Zara             | 1 – 0  | Inker Zaprešić   | 1 – 0      | 0 – 0      |
| NK Zagabria      | 7 – 0  | Rijeka           | 5 – 0      | 2 – 0      |
| Varteks Varaždin | 4 – 1  | Osijek           | 4 – 1      | 0 – 0      |

## Semifinali
| Squadra 1   | Totale | Squadra 2        | Andata     | Ritorno    |
| ----------- | ------ | ---------------- | ---------- | ---------- |
|             |        |                  | 03.04.1996 | 17.04.1996 |
| Zara        | 2 – 5  | Croazia Zagabria | 1 – 3      | 1 – 2      |
| NK Zagabria | 1 – 5  | Varteks Varaždin | 1 – 2      | 0 – 3      |

## Finale
| Squadra 1        | Totale | Squadra 2        | Andata     | Ritorno    |
| ---------------- | ------ | ---------------- | ---------- | ---------- |
|                  |        |                  | 01.05.1996 | 16.05.1996 |
| Varteks Varaždin | 0 – 3  | Croazia Zagabria | 0 – 2      | 0 – 1      |

### Andata
| Arbitro: | Kulušić (Sebenico) |

|  |           |                          |
|  | Marcatori | 8’ Viduka 12’ Cvitanović |

| Varteks | Croazia |

|                 |    |                  |  |     |
|                 |    |                  |  |     |
| P               | 1  | Marijan Mrmić    |  |     |
| D               | 3  | Dražen Madunović |  | 74’ |
| A               | 9  | Davor Vugrinec   |  |     |
| D               | 13 | Ivica Bančić     |  | 46’ |
| D               | 15 | Robert Težački   |  | 46’ |
| D               |    | Samir Toplak     |  |     |
| D               |    | Grgica Kovač     |  |     |
| C               |    | Dražen Besek     |  |     |
| C               |    | Mladen Posavec   |  |     |
| C               |    | Zoran Brlenić    |  |     |
| D               |    | Andrija Balajić  |  |     |
| A disposizione: |    |                  |  |     |
| C               | 8  | Miljenko Mumlek  |  | 46’ |
| D               |    | Mesud Duraković  |  | 46’ |
| D               |    | Saša Paska       |  | 74’ |
| Allenatore:     |    |                  |  |     |
| Luka Bonačić    |    |                  |  |     |

|                 |    |                   |  |     |
|                 |    |                   |  |     |
| P               | 1  | Dražen Ladić      |  |     |
| D               | 2  | Danijel Štefulj   |  |     |
| D               | 3  | Damir Krznar      |  |     |
| D               | 5  | Zvonimir Soldo    |  |     |
| A               | 9  | Mark Viduka       |  | 46’ |
| C               | 10 | Marko Mlinarić    |  | 75’ |
| C               | 11 | Tomislav Rukavina |  |     |
| D               | 13 | Dario Šimić       |  |     |
| C               | 20 | Zoran Mamić       |  |     |
| A               | 21 | Igor Cvitanović   |  | 89’ |
| D               | 6  | Srđan Mladinić    |  |     |
| A disposizione: |    |                   |  |     |
| A               |    | Zoran Slišković   |  | 46’ |
| C               | 15 | Daniel Šarić      |  | 75’ |
| C               | 4  | Silvio Marić      |  | 89’ |
| Allenatore:     |    |                   |  |     |
| Zlatko Kranjčar |    |                   |  |     |

### Ritorno
| Arbitro: | Kulušić (Sebenico) |

|                       |           |  |
| Cvitanović 60’ (rig.) | Marcatori |  |

| Croazia | Varteks |

|                 |    |                   |  |     |
|                 |    |                   |  |     |
| P               | 1  | Dražen Ladić      |  |     |
| D               | 2  | Danijel Štefulj   |  |     |
| D               | 3  | Damir Krznar      |  |     |
| D               | 5  | Zvonimir Soldo    |  |     |
| C               | 7  | Josip Gašpar      |  |     |
| A               | 9  | Mark Viduka       |  |     |
| C               | 10 | Marko Mlinarić    |  | 28’ |
| C               | 11 | Tomislav Rukavina |  |     |
| D               | 13 | Dario Šimić       |  |     |
| C               | 20 | Zoran Mamić       |  | 75’ |
| A               | 21 | Igor Cvitanović   |  |     |
| a Disposizione: |    |                   |  |     |
| C               | 14 | Edin Mujčin       |  | 28’ |
| D               | 8  | Alen Petrović     |  | 75’ |
| Allenatore:     |    |                   |  |     |
| Zlatko Kranjčar |    |                   |  |     |

|                 |    |                    |  |     |
|                 |    |                    |  |     |
| P               | 1  | Marijan Mrmić      |  |     |
| D               | 3  | Dražen Madunović   |  | 75’ |
| C               | 4  | Zlatko Dalić       |  | 82’ |
| C               | 8  | Miljenko Mumlek    |  | 61’ |
| A               | 9  | Davor Vugrinec     |  |     |
| D               |    | Samir Toplak       |  |     |
| D               |    | Grgica Kovač       |  |     |
| C               |    | Mladen Posavec     |  |     |
| D               |    | Krunoslav Gregorić |  |     |
| C               |    | Zoran Brlenić      |  |     |
| D               |    | Andrija Balajić    |  |     |
| A disposizione: |    |                    |  |     |
| C               |    | Mario Ivanković    |  | 61’ |
| D               | 13 | Ivica Bančić       |  | 75’ |
| D               | 15 | Robert Težački     |  | 82’ |
| Allenatore:     |    |                    |  |     |
| Luka Bonačić    |    |                    |  |     |

## Marcatori
| Pos. | Giocatore          | Squadra          | Reti |
| ---- | ------------------ | ---------------- | ---- |
| 1    | Mark Viduka        | Croazia Zagabria | 12   |
| 2    | Igor Cvitanović    | Croazia Zagabria | 7    |
| 2    | Davor Vugrinec     | Varteks Varaždin | 7    |
| 4    | Zoran Slišković    | Croazia Zagabria | 6    |
| 5    | Robert Regvar      | NK Zagabria      | 5    |
| 5    | Giovanni Rosso     | NK Zagabria      | 5    |
| 7    | Ahmet Brković      | Dubrovnik        | 4    |
| 7    | Miroslav Matoković | Belišće          | 4    |
| 7    | Alen Petrović      | Croazia Zagabria | 4    |
| 7    | Igor Toth          | Varteks Varaždin | 4    |
| 7    | Tomislav Žitković  | Inker Zaprešić   | 4    |